# Izabela Rudzka
Izabela Rudzka (ur. 1964) – polska malarka i pedagog, doktor habilitowana sztuk plastycznych.

## Życiorys
Absolwentka malarstwa (1989, pracownia prof. Jerzego Kałuckiego) oraz tkaniny artystycznej (1989, pracownia prof. Magdaleny Abakanowicz) na Akademii Sztuk Pięknych w Poznaniu. W 2011 uzyskała stopień doktora na Uniwersytecie Artystycznym w Poznaniu, a w 2017 stopień doktora habilitowanego w dziedzinie sztuk plastycznych w Akademii Sztuk Pięknych we Wrocławiu (praca habilitacyjna pt. Przekazy horyzontów). 
Pracuje na stanowisku profesora uczelni na Wydziale Pedagogiczno-Artystycznym w Kaliszu Uniwersytetu im. Adama Mickiewicza w Poznaniu. Swoje prace prezentowała w ramach wystaw indywidualnych i zbiorowych m.in. w Niemczech, Turcji i Wielkiej Brytanii.
Od 1 października 2024 roku prodziekan ds. sztuki i współpracy z otoczeniem na Wydziale Pedagogiczno-Artystycznym UAM